# PINK CRES.
PINK CRES.是日本3人女子歌唱組合。隸屬演藝經紀公司Up-Front Group。2016年结成。

## 成员
- 夏烧雅（1992年8月25日（32歲）），出生于琦玉县。队长。前Berryz工房、Buono!成员。
- 小林光（日语：小林ひかる，1994年4月19日（30歲）），出生于东京都。
- 二瓶有加（1995年10月20日（29歲）），出生于东京都。

## 经历
- 2015年Berryz工房无限期停止活动后，成员夏燒雅宣言成立新组合。[1]
- 2016年经过海选，小林光和二瓶有加胜出，三人组成PINK CRES.。[2][3]

## 作品

### 单曲
- 2019年5月22日

### 下载单曲
- Sweet Girl's Night 2017年12月1日

### 专辑
- crescendo 2017年6月28日
- 2018年6月27日